# برج ساعة التل (طرابلس)
برج ساعة التل هو برج ساعة عثماني يقع في حديقة المنشيّة وسط مدينة طرابلس، شمال لبنان. سُميّ بهذا الاسم نسبةً لساحة التل المجاورة له. تم تشييده في عام 1901 بمناسبة مرور 25 سنة لتولي السلطان عبد الحميد الثاني الحكم، أسوةً بمدن شاميّة أخرى، كالقدس وحيفا وعكا. لذلك، يُطلق عليه أيضًا ساعة السلطان عبد الحميد أو الساعة الحميدية.
يُعتبر البرج أول بناء حديث يُبنى في المدينة للتكريم والتخليد وليس له معنى أو شكل ديني، حيث أهدته السلطات العثمانيّة للمدينة. وقد تعرّضت الساعة لأضرار بالغة خلال الحرب الأهليّة اللبنانيّة، إلاّ أن وكالة التعاون والتنسيق التركية (تيكا) قامت بترميمها في عام 2016.

## التصميم

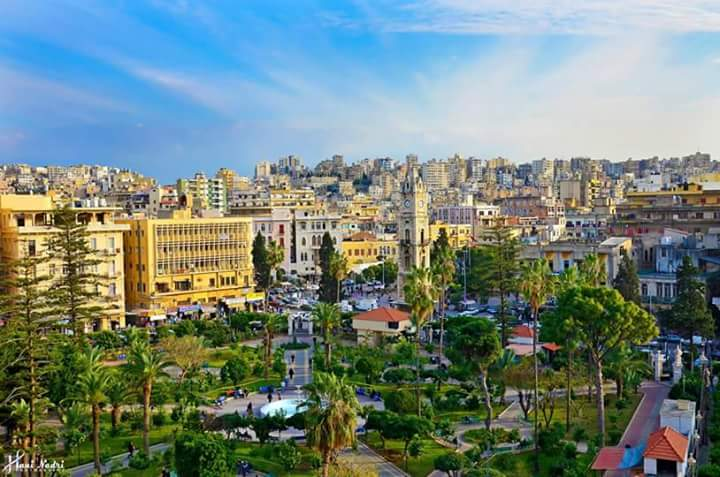
البرج وسط حديقة المنشية في طرابلس.

يُعتبر هذا البرج، الذي يبلغ ارتفاعه 30 مترًا، من أهم معالم العمارة العثمانيّة في المدينة. وقد تم تشييده من الحجر. وهو مُؤلَّف من خمس طوابق، وله شرفة على الدائر في كل من الطابقين الثاني والرابع، كما وُضِع في جانب من جوانبها وجه ساعة كانت تدور خلال العهد العثماني على الطريقة العربيّة باعتبار غروب الشمس الساعة الثانية عشرة، وقد عُدِّلت فيما بعد على التوقيت الزوالي.
يبلغ طول ضلع قاعدة برج الساعة خمسة أمتار ونصف من الخارج، لكنها تضيق عند كل طبقة أعلى من سابقتها. ويُرجَّح ان يكون السبب هو مبدأ الحفاظ عليها من مخاطر السقوط.

## انظرأيضًا
- برج الساعة (حيفا)

## وصلات خارجية
- لو نطقت ساعة التل، الجبهة الشعبية لتحرير فلسطين